# The Rolling Stones No. 2
The Rolling Stones No. 2 és el segon àlbum britànic d'estudi de la banda de rock britànica The Rolling Stones, editat el 15 de gener de 1965 aprofitant l'èxit de seu àlbum de debut editat l'any anterior, The Rolling Stones. Va seguir la tendència del seu predecessor en contindre en gran manera versions de R&B. No obstant això, conté tres cançós del tàndem de composició de cançons encara en formació Mick Jagger/Keith Richards

## Llista de cançons
| 1.            | «Everybody Needs Somebody to Love»                          | 5:03  |
| 2.            | «Down Home Girl»                                            | 4:11  |
| 3.            | «You Can't Catch Me»                                        | 3:38  |
| 4.            | «Time Is on My Side» (versió amb "introducció de guitarra") | 2:58  |
| 5.            | «What a Shame»                                              | 3:03  |
| 6.            | «Grown Up Wrong»                                            | 1:50  |
| Durada total: | Durada total:                                               | 20:43 |

| 1.            | «Down the Road a Piece» | 2:55  |
| 2.            | «Under the Boardwalk»   | 2:48  |
| 3.            | «I Can't Be Satisfied»  | 3:26  |
| 4.            | «Pain in My Heart»      | 2:11  |
| 5.            | «Off the Hook»          | 2:38  |
| 6.            | «Suzie-Q»               | 1:51  |
| Durada total: | Durada total:           | 15:49 |

## Estudis de gravació
- Chess Studios, Chicago: 10 i 11 de juny i 8 de novembre de 1964
- Regent Sound Studios, Londres: 2, 28 i 29 de setembre de 1964
- RCA Studios, Hollywood: 2 de novembre 1964